# Gunnar Sträng

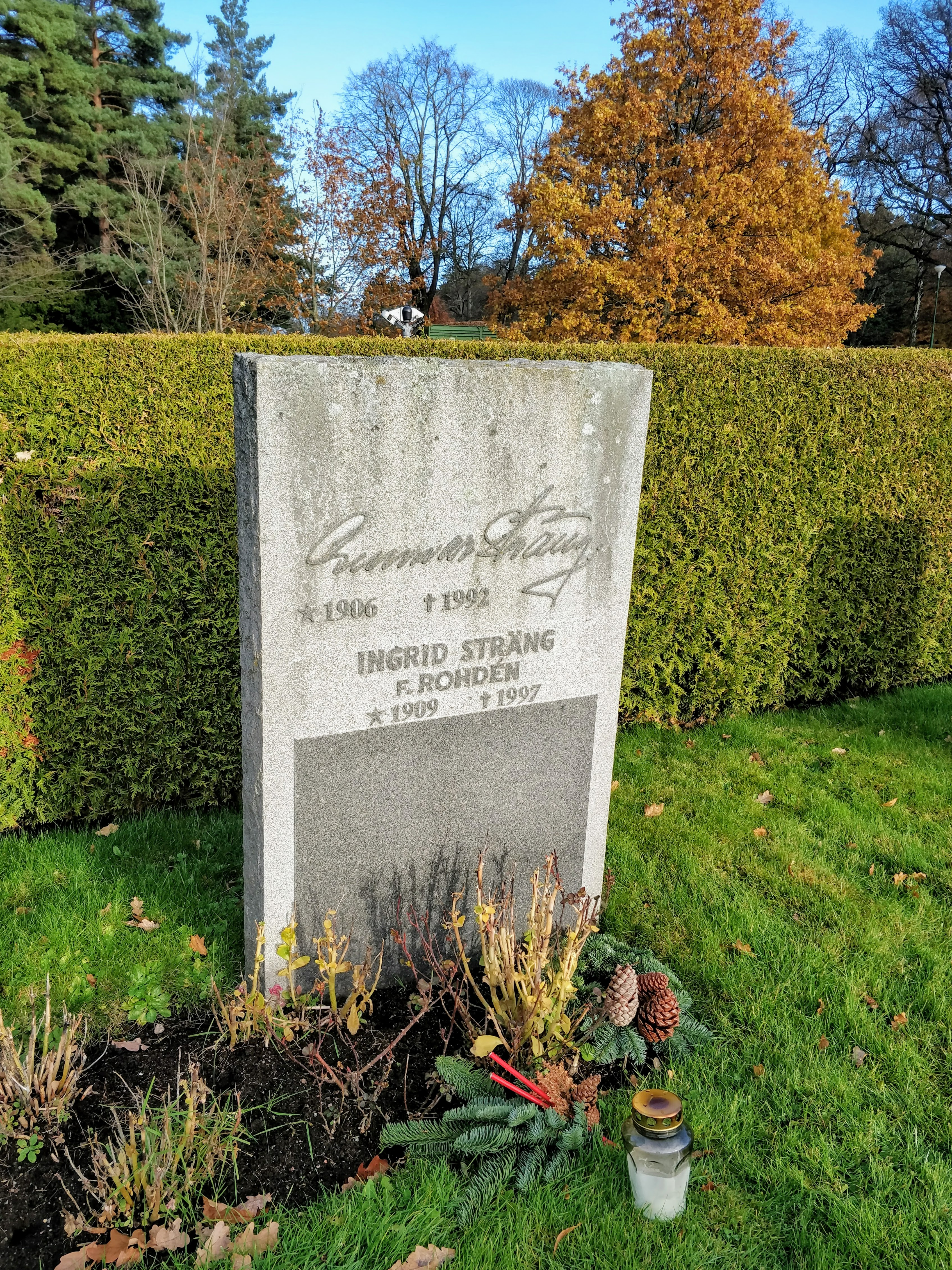
Gravvård Gunnar Sträng på Norra Begravningsplatsen, Solna.

Gunnar Georg Emanuel Sträng, född 23 december 1906 i Järfälla, död 7 mars 1992 i Stockholms domkyrkoförsamling, var en svensk socialdemokratisk politiker och landets finansminister åren 1955–1976. Han är den som under längst tid varit såväl finansminister som statsråd – 21 år respektive 31 år.
Sträng var statsråd 1945–1976 och riksdagsman 1946–1985. Han var konsultativt statsråd (biträdande jordbruksminister) 1945–1947, folkhushållningsminister 1947–1948, jordbruksminister 1948–1951, suppleant i socialdemokratiska partiets verkställande utskott sedan 1948, ordinarie ledamot 1956–1981, socialminister 1951–1955 och finansminister 1955–1976.

## Biografi

### Uppväxt
Sträng växte upp i Lövsta i dåvarande Järfälla kommun. Familjen bodde i en före detta statarbarack och han började skolan i den då nybyggda Lövstaskolan i Hässelby. Hans far arbetade på renhållningsverket vid Lövsta sopstation och därifrån kunde Sträng, som älskade att läsa, ta hand om de intressanta böcker som kom dit för att brännas. Det var böcker av bland andra Strindberg, Maksim Gorkij, Lev Tolstoj och Upton Sinclair.
Sträng avslutade folkskolan år 1920 och började arbeta vid Skogsbergs handelsträdgård. År 1922 började han jobba på renhållningsverket och var där fram till vintern 1923–1924, då många fick avsked på grund av arbetsbrist. Sträng fick ett nödhjälpsarbete, att skotta snö i Stockholm. I april 1924 började han som lantbrukselev vid Skå-Edeby gård på Svartsjölandet. Hösten 1925 gick han en kurs i jordbrukslära vid Västerhaninge folkhögskola. Efter examen i april 1926 var han lantbrukselev vid Råcksta Gård. Efter knappt tre månaders värnplikt som kulsprutesoldat vid Svea Livgarde vintern 1926–1927 återvände Sträng till Lövsta och anställdes åter som lantbruksarbetare vid Skogsbergs handelsträdgård.

### I facket
Den 10 augusti 1927 antogs Sträng som medlem i Hässelbys trädgårdsarbetarfackförening, avdelning 227. Den 1 februari 1928 valdes Sträng till styrelsemedlem, och i styrelsen fick han posten som sekreterare. Trädgårdsarbetarna hade dittills varit svåra att organisera fackligt; arbetet sågs som något man sysslade med under kort tid, då det var dåligt betalt och inget man kunde försörja en hel familj på. Nu satte dock föreningen in alla krafter på att värva nya medlemmar och på några månader kunde antalet medlemmar femdubblas. Sträng bodde kvar hos sina föräldrar men de tre kunde nu flytta ut från statarbaracken till ett eget hus på Trädgårdsvägen 9 i Hässelby.
På våren 1928 hade fackföreningen så många medlemmar att man började skriva ett avtalsförslag som i maj skickades ut till arbetsgivarna. Av de 44 arbetsgivarna var det bara en som ville förhandla. Sträng ingick i förhandlingskommittén som utlyste strejken till den 19 maj 1928. Strejken pågick till augusti.
Efter strejken fortsatte Sträng som fackföreningsagitator; han reste runt till bland annat trädgårdsarbetarna i Tungelsta, på Svartsjölandet, Djursholms stad och Haga för att bilda nya lokalavdelningar. Sträng deltog också som ombud i Svenska lantarbetareförbundets kongress i juni 1929. I februari 1930 valdes Sträng till lokalföreningens ordförande. De närmaste åren blev tuffa: Inom föreningen stred socialdemokrater och kommunister, medlemsantalet sjönk och den ekonomiska krisen gjorde att arbetslösheten blev rekordhög.
Sträng hade nu träffat sin fästmö, Birgit Adolfsson, och även gjort upp med en trädgårdsmästare om att ta över dennes handelsträdgård. År 1935 gifte sig Sträng med sin fästmö och de köpte en tomt på Gryningsvägen 40 i Spånga.

### Ombudsman
I juni 1932 deltog Sträng som ombud vid Svenska lantarbetareförbundets kongress och blev till sin egen förvåning vald till ombudsman för förbundet. Den 4 juli 1932 började han sin karriär som ombudsman med att ge sig ut på en cykelturné till Gävle, Örebro och Köping. På 12 dagar rekryterade han 150 nya medlemmar. Resten av sommaren var han ute på cykelturné i Östergötland. Rekryteringen var nödvändig för att tvinga arbetsgivarna att skriva under kollektivavtal, vilket var särskilt betydelsefullt för statarna. Statarsystemet innebar att hela familjen arbetade på en gård. Utöver staten, dvs den lön en statare fick in natura; brödsäd, fodersäd, bostad, bränsle och ett potatisland, fick varje familj en kontantlön på 630 kronor.
På sommaren 1932 hade lantarbetsgivarna sagt upp det gällande avtalet och krävt en sänkning till 470. För lantarbetare med timlön föreslogs en sänkning av timlönen från 45 till 34 öre. Efter andrakammarvalet på hösten 1932 fick socialdemokraterna regeringsmakten (se Regeringen Hansson I). Den 20 juni 1933 godkände riksdagen regeringens uppgörelse med Bondeförbundet, den så kallade kohandeln där 200 miljoner anslogs för att bekämpa arbetslösheten samtidigt som jordbruket gavs subventioner och skydd mot utländsk konkurrens.
Sträng fortsatte med "landsvägsagitation" fram till 1936, därefter sysslade han med förbundsfrågor på förbundskansliet och var en av förbundets representanter i LO:s representantskap. Den 10 april 1938 utsågs Sträng till förbundets andre ordförande och den 1 januari 1939 tillträdde han som förbundets ordförande efter att det visat sig att den tidigare ordföranden hade förskingrat pengar ur kassan.
Efter andra världskrigets utbrott blev Sträng ledamot i flera statliga kommittéer: Statens livsmedelskommission, Priskontrollnämnden och Arbetsrådet. Från 1942 deltog han i den statliga jordbruksutredningen. 1944 inledde förbundet förhandlingar med arbetsgivare som ledde till att statarsystemet avskaffades från den 31 oktober 1945.

### I regeringen

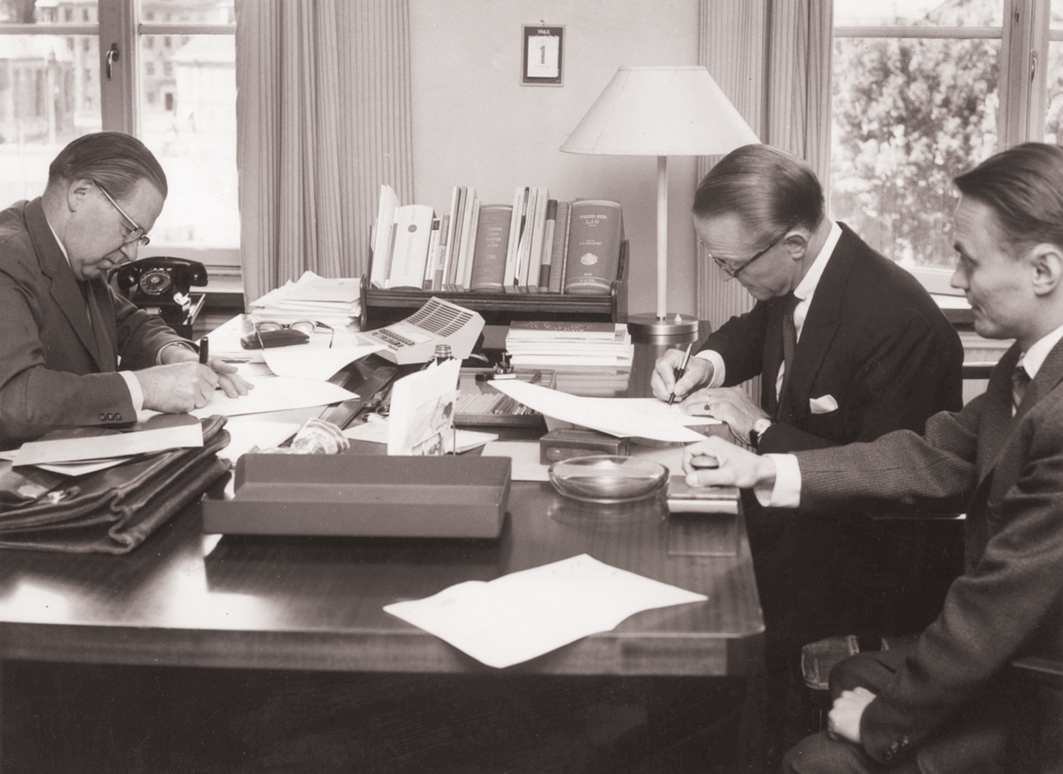
Gunnar Sträng (t.v.) 1963.

Den 6 juli 1945 blev han uppringd av Per Albin Hansson som bad honom att bli jordbruksminister. Sträng tackade nej. Några dagar senare ringde Hansson igen och bad honom att bli biträdande jordbruksminister och Sträng föll till föga. När Hanssons fjärde regering tillträdde den 31 juli 1945 var Sträng konsultativt statsråd med ansvar för jordbruksfrågor. Samarbetet mellan Sträng och jordbruksminister Per Edvin Sköld var inte alltid friktionsfritt. Som konsultativt statsråd var Sträng ansvarig för det svenska jordbrukets framtidsplanering.
I den regeringsombildning som följde då Gunnar Myrdal lämnade posten som handelsminister 1947 blev Sträng utnämnd till folkhushållningsminister. Den svenska valutareserven var svag och borde enligt Sträng användas för nödiga inköp till industrin istället för "lyxkonsumtion" och det blev nödvändigt att ransonera bensin.
I oktober 1948 blev Sträng jordbruksminister och under Strängs tid godkände riksdagen en proposition som gjorde att staten kunde utnyttja sin förköpsrätt för att slå samman mindre jordbruk till större gårdar. 1951 efterträdde han Gustav Möller som socialminister. Som socialminister sjösatte han bland annat en sjukförsäkringsreform som ersatte de frivilliga sjukkassorna med en obligatorisk sjukförsäkring som innebar en nyhet, den så kallade inkomstbortfallsprincipen.

### Chef för Finansdepartementet

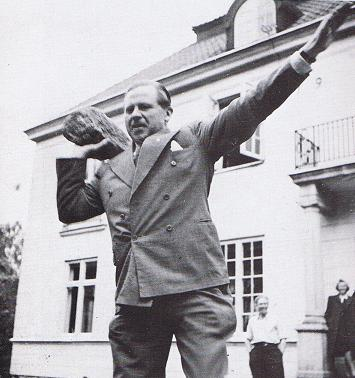
Sträng demonstrerar sin styrka för kursdeltagare på Bommersvik år 1958.

Den 12 september 1955 efterträdde han Per Edvin Sköld som finansminister. 1959 års statsverksproposition innehöll mycket stora utgiftsökningar, hur det skulle finansieras hade regeringen inte bundit sig till. Statsbudgeten 1959/1960 omfattade 14,4 miljarder kronor. I maj samma år förklarade Sträng att budgetunderskottet skulle uppgå till en miljard kronor. För att finansiera detta infördes en omsättningsskatt 1960 som senare kom att bli moms. Innan dess hade indirekta skatter bland socialdemokraterna ansetts vara till nackdel för låginkomsttagare. 
År 1970 genomfördes särbeskattningsreformen (ikraftträdande 1971), som inte hade varit föremål för någon utredning. Reformen kom att kallas för Strängs skattepaket. Reformen byggde på principen att man skulle beskattas individuellt; tidigare hade gifta par beskattats tillsammans vilket gjorde det mindre lönsamt för många kvinnor att ge sig ut i arbetslivet. Reformen medförde också stora lättnader i den direkta statsskatten för många låginkomsttagare, vilket skulle finansieras av en höjning av mervärdesskatten.
Efter kommun- och landstingsvalet 1966 då socialdemokraterna gjorde ett dåligt val erbjöd sig Tage Erlander att avgå. Två gånger blev Sträng tillfrågad att ta över som statsminister men sade nej.
Slutet av 1960-talet blev en politisk renässans för den radikala vänstern även i Sverige, och efter att Sträng i TV sagt att de stora reformerna nu var avklarade blev han hårt kritiserad av den socialdemokratiska tidskriften Tiden.  Kritikern i fråga, Villy Bergström, hävdade på tidskriftens ledarplats att Sträng tappat kontakten med viktiga strömningar inom arbetarrörelsen. Sträng blev djupt upprörd över detta, och hotade med att avgå, men Erlander fick honom på andra tankar. Enligt en tolkning var Sträng nödvändig för att garantera kontinuitet så att Olof Palme kunde bli vald till Erlanders efterträdare som partiordförande.
Sträng satt kvar som finansminister ända till det socialdemokratiska valnederlaget 1976. Han blev för många en symbol för försiktighetens ekonomi med budgetbalans och låg arbetslöshet.[källa behövs] Till valet 1970 använde socialdemokraterna en valaffisch med en närbild på en bister Sträng och texten Prisökningarna ska bekämpas med stram ekonomi. Inte med arbetslöshet!. Den sedan länge ökande skattekvoten såg han som en nödvändighet för alla de samhällsreformer som skulle realiseras.

#### Myndighetsreformer
Under Strängs ämbetstid som Sveriges finansminister genomfördes många administrativa och förvaltningsmässiga reformer inom Finansdepartementets maktområde. En av dessa viktiga myndighetsreformer var inrättandet av Riksskatteverket 1971; denna myndighet ersatte Riksskattenämnden, Kontrollstyrelsen, Centrala folkbokförings- och uppbördsnämnden samt några andra dithörande småmyndigheter.

#### Pomperipossa
Den 10 mars 1976 publicerade  Astrid Lindgren en saga i Expressen. Sagan, Pomperipossa i Monismanien, ironiserade över den svenska skattepolitiken och dess pålagor, som uppfattades som att Astrid Lindgrens betalade mer i skatt än hon tjänade. Hon blev avsnäst av Sträng, som ansåg att hon borde hålla sig till saker hon förstod sig på. Detta slog dock tillbaka mot Sträng själv, och historien om Pomperipossa blev en bidragande faktor till att socialdemokraterna förlorade valet senare samma år. Expressens dåvarande chefredaktör Bo Strömstedt skildrar Strängs reaktion i riksdagen efter att han läst sagan:
"När Gunnar Sträng hade läst färdigt gick han upp i talarstolen och sa myndigt:
– Ja, berätta sagor kan fru Lindgren men räkna kan hon inte.
Det var oförsiktigt. Astrid bara stal hans replik: berätta sagor hade Gunnar Sträng alltid varit duktig på, men räkna hade han inte lärt sig, det vore bättre att de bytte jobb."

#### Stenhuset i Gamla stan
Även Strängs skatteplanering väckte uppseende. Tack vare skattesystemets gynnsamma utformning för fastigheter, kunde han göra stora avdrag för lån och reparationer för det stenhus i Gamla stan i Stockholm som han köpte i mitten av 1970-talet. Astrid Lindgren beskrev en fiktiv person, som skulle kunna drabbas av 102 procents marginalskatt och berörde även Strängs skatteplanering i sin saga Pomperipossa i Monismanien:
"Det fanns andra egna företagare än hon själv. Det fanns exempelvis läkare och tandläkare och advokater i Monismanien, och de hade nog snabbt räknat ut att ju mer de arbetade, dess mindre förtjänade de och hade därför bestämt sej för att ge fullständigt fan i monismanernas gallstenar och värkande oxeltänder och skilsmässor och husaffärer åtminstone en två tre fyra fem dar i veckan. Det måste vara därför som monismanerna nu hade fått det kämpigt värre, när de fick ont i magen eller hade tandvärk eller behövde advokat för att köpa sej något gammalt hus med mycket skulder på, vilket var bästa sättet, hade Pomperipossa hört, om man ville ha ned sina procent från 102 till nästan ingenting."
Enligt Sifos eftervalsanalys ansåg dock många väljare, framförallt bland socialdemokrater och kommunister, att det var en skenhändelse. Sträng själv kallade Aftonbladets artiklar i ämnet för "slaskhinksjournalistik".

### De sista åren
Som ordförande i riksbanksfullmäktige förhindrade Sträng den avreglering av valuta- och finansmarknad som finansministern från 1982, Kjell-Olof Feldt, önskade genomföra. Först när Sträng gått i pension efter valet 1985 och efterträtts av Erik Åsbrink genomfördes dessa reformer. De sista åren av sitt liv fungerade Sträng som en socialdemokraternas grå eminens. Tillsammans med socialdemokraten Mona Sahlin gav han 1992 ut en bok om socialdemokratisk ideologi och historia.
Han begravdes på Norra begravningsplatsen den 8 april 1992.

## Familj
Gunnar Sträng var son till Gustaf Emil Sträng och Anna Sofia, född Karlsson. Han hade två syskon, en bror som dog som liten och en syster som blev 19 år gammal.
Gunnar Sträng var gift från 1935 med Birgit Marianne Adolfsson (1915–1947) och från 1948 med Ingrid Rohdén (1909–1997). Han var far till Gun Britt Marianne Sträng (1936–2013) och Hans Georg Sträng (1943–2018).